# Камел, Георг Йосеф
Георг Йосеф (Йозеф) Камел (чеш. Jiří Josef Camel, нем. Georg Joseph Kamel, лат. Georgius Josephus Camellus; 21 апреля 1661, Брюнн (ныне Брно) — 2 мая 1706, Манила) — иезуит-миссионер и ботаник чешского (австрийского, немецкого) происхождения.

## Краткая биография
Камел родился в 1661 году в семье Андрея Камела. Закончив местную иезуитскую гимназию, 12 ноября 1682 года он поступил в орден иезуитов. В монастырской больнице получил навыки практической медицины. По окончании послушничества был помощником врача, а в 1686 преподавал медицину в иезуитской школе. В 1687 был направлен в иезуитскую миссию в Мексику, а в 1689 оказался в Маниле на Филиппинах.
В Маниле он работал в коллегии святого Игнатия аптекарем, но также помогал ухаживать за больными. Открыл первую аптеку на Филиппинах, в этой аптеке бедным лекарства выдавались бесплатно. Изучал местную флору в поисках лекарственных растений и заложил большой ботанический сад, где выращивал европейские и местные лекарственные растения. Написал книгу «Herbarium aliarumque stirpium in insula Luzone Philippinarum» (Травы и медицинские растения острова Лузон, Филиппины) и сопроводил это описание рисунками. Помимо прочего, описал вид Strychnos Sancti Ignatii, или Faba Sancti Ignatii (современное название: Strychnos ignatii) близкий виду Чилибуха (Strychnos nux-vomica), содержащее также алкалоид стрихнин.
С 1690 года состоял в переписке с английскими природоведами Джоном Рэем и Джеймсом Петивером.
Рукописи Камела хранятся главным образом в Британском музее. Собранная им коллекция находится в Лувенском католическом университете.
Карл Линней в честь Камела назвал род Камелия (Camellia) из семейства Чайные (Theaceae) — по латинскому написанию его фамилии (Camellus).